# Bernd Jacobitz
Bernd Jacobitz (* 21. April 1947 in Goslar) ist ein ehemaliger deutscher Amateurboxer.

## Leben
Jacobitz wuchs ab 1952 in Berlin auf. Wie sein älterer Bruder, der 1956 tödlich verunglückte, begann er mit dem Boxen und war zunächst Mitglied des Vereins Schöneberger Boxfreunde. Jacobitz wurde 1964 Berliner Jugendmeister und 1970 Berliner Meister der Herren. 1970 wurde er in der Gewichtsklasse bis 60 Kilogramm auch Vizemeister der Bundesrepublik Deutschland. Er wurde in die deutsche Nationalboxstaffel aufgenommen, der er sechs Jahre angehörte, und nahm an Ländervergleichskämpfen teil, unter anderem 1970 in Spanien und 1971 in Hannover gegen Italien. Er nahm zudem an Wettkämpfen unter anderem in Japan, Russland und Großbritannien teil. Jacobitz wurde zweimal deutscher Mannschaftsmeister.
Er machte im Handwerksbetrieb seines Vaters eine Lehre als Schriftenmaler. Später arbeitete er als Kaufhausdetektiv, von 1979 bis 1997 war Jacobitz Betreiber einer Boxschule mit Fitness- und Sonnenstudio in Berlin-Wilmersdorf. Ein Brand zerstörte die Boxschule im Jahr 1997, er musste drei Monate in Untersuchungshaft, da er verdächtigt worden war, das Feuer gelegt zu haben. Der Verdacht erhärtete sich nicht. Jacobitz, der eigener Aussage nach zeitweise spielsüchtig war und viel Geld in Spielbanken verlor, arbeitete fortan als privater Fitness- und Boxtrainer sowie Leibwächter und baute ab 2010 den Verein Box-Gymnastik e.V. auf. Im November 2000 kletterte er in Berlin-Charlottenburg mit der Absicht, sich das Leben zu nehmen, auf ein Baugerüst, konnte von Rettern aber vom Sprung in die Tiefe bewahrt werden.